# SAB AB-80
Le SAB AB-80 est un bombardier français construit en 1934 par la Société aérienne bordelaise (SAB) à Bordeaux.

## Historique
L'avion avait des plates-formes de combat couvertes et les côtés étaient protégés par des plaques de blindage et des vitres pare-balles. Le poste de pilotage du canonnier, dans le nez, avait de nombreuses fenêtres, ce qui lui donnait une visibilité totale. Il avait un train d'atterrissage classique non rétractable.
Le premier vol de l'AB-80 a eu lieu le 23 juin 1934. Une seule unité a été construite.